# Golden Foot 2005

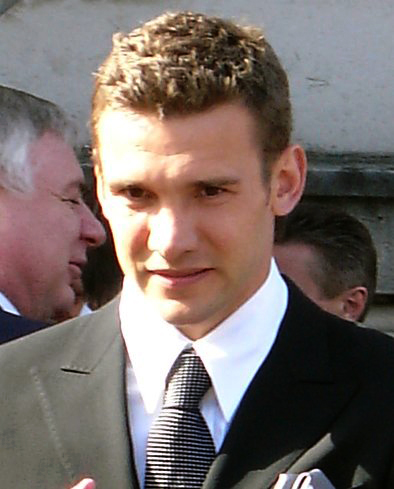
Andriy Shevchenko ganador en 2005.

El premio Golden Foot 2005 fue la tercera entrega de este importante galardón celebrado el 29 de agosto de 2005. El ucraniano Andriy Shevchenko fue el ganador de la tercera entrega.
 Shevchenko fue elegido a la edad de 29 años mientras militaba en el equipo italiano AC Milan. Compitió junto a otras grandes figuras como David Beckham, Paolo Maldini, Zinedine Zidane, entre otros.

## Premio

### Ganador y nominados
| Futbolista          | Nacionalidad | Club                  |
| ------------------- | ------------ | --------------------- |
| Andriy Shevchenko   | Ucrania      | AC Milan              |
| David Beckham       | Inglaterra   | Real Madrid C. F.     |
| Hernán Crespo       | Argentina    | AC Milan              |
| Luís Figo           | Portugal     | Real Madrid C. F.     |
| Oliver Kahn         | Alemania     | F.C. Bayern de Múnich |
| Paolo Maldini       | Italia       | AC Milan              |
| Romario             | Brasil       | Fluminense FC         |
| Ronaldo             | Brasil       | Real Madrid CF        |
| Ruud van Nistelrooy | Países Bajos | Manchester United FC  |
| Zinedine Zidane     | Francia      | Real Madrid CF        |